# Pseudocoladenia
Pseudocoladenia är ett släkte av fjärilar. Pseudocoladenia ingår i familjen tjockhuvuden.
Kladogram enligt Catalogue of Life:
| Pseudocoladenia | \| \| Pseudocoladenia fabia \| \| \| \| \| \| Pseudocoladenia pinsbukana \| \| \| \| |
|                 | \| \| Pseudocoladenia fabia \| \| \| \| \| \| Pseudocoladenia pinsbukana \| \| \| \| |
|                 | Pseudocoladenia fabia                                                                |
|                 |                                                                                      |
|                 | Pseudocoladenia pinsbukana                                                           |
|                 |                                                                                      |

## Bildgalleri

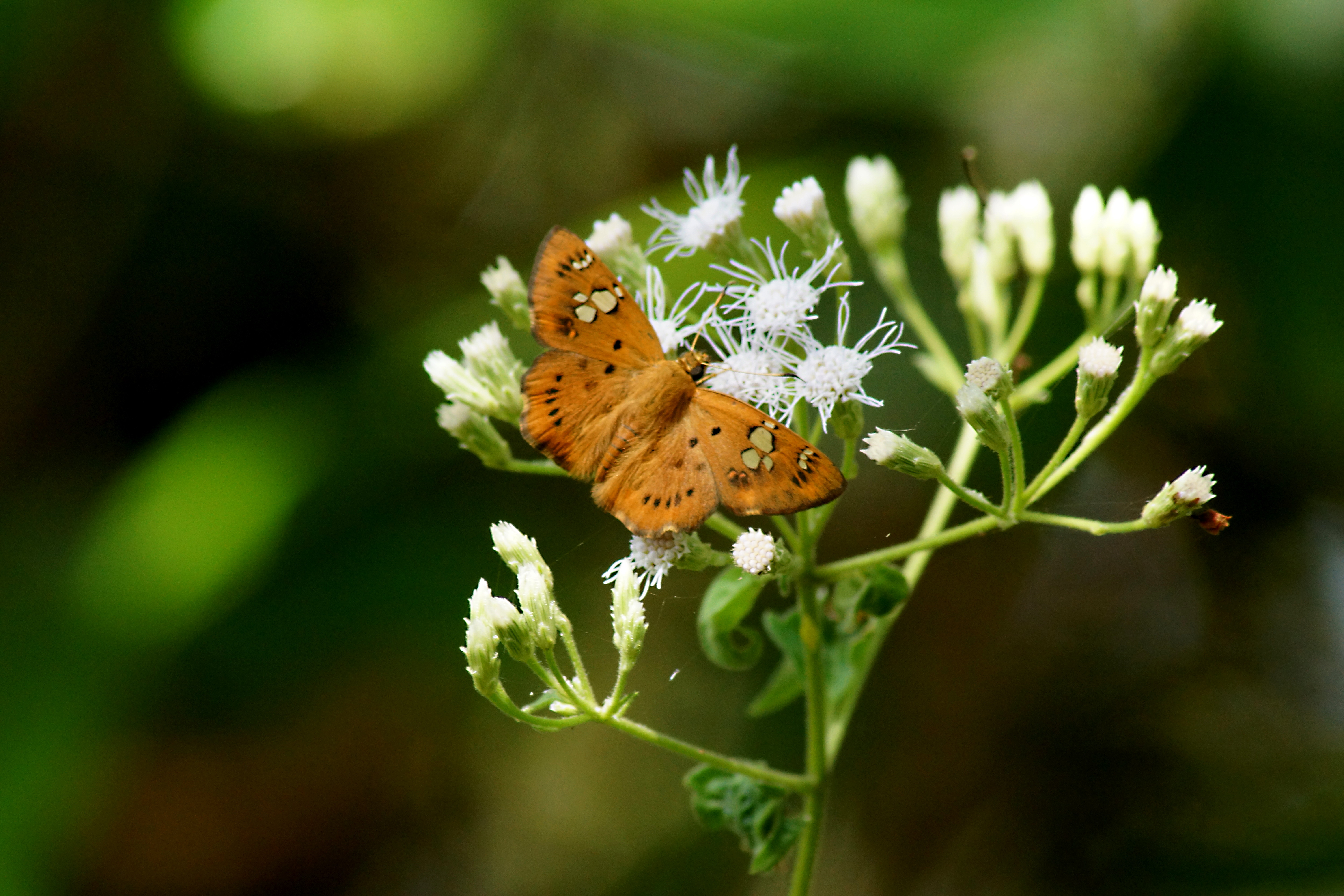